# Kosmiczny mecz
Kosmiczny mecz (ang. Space Jam) – amerykański film wyreżyserowany przez Joego Pytkę, który miał premierę w 1996 roku. Produkcja łączy technikę animacji komputerowej z grą prawdziwych aktorów. W filmie występują postacie ze Zwariowanych melodii (m.in. Królik Bugs) oraz koszykarz Michael Jordan.

## Fabuła
Film o kosmitach, którzy wylądowali na Ziemi, by porwać postacie ze Zwariowanych melodii i zabrać je do kosmicznego lunaparku na planecie zwanej Górą Kretynów. Jednak animki zamierzają się bronić i wyzywają kosmitów na mecz koszykówki.

## Obsada
- Michael Jordan – on sam
- Billy West –
  - Królik Bugs (głos)
  - Elmer Fudd (głos)
- Danny DeVito – pan Swackhammer (głos)
- Wayne Knight – Stan Podolak
- Dee Bradley Baker –
  - Kaczor Daffy (głos)
  - Diabeł Tasmański (głos)
  - byk (głos)
- Kath Soucie – Króliczka Lola (głos)
- Bob Bergen –
  - Prosiak Porky (głos)
  - Kanarek Tweety (głos)
  - Marsjanin Marvin (głos)
  - Bertie (głos)
  - Herbie (głos)
- Bill Murray – on sam
- Jocelyn Blue – Pound (głos)
- Darnell Suttles – Pound jako Monstar (głos)
- June Melby – Bang (głos)
- Joey Camen – Bang jako Monstar (głos)
- Catherine Reitman – Bupkus (głos)
- Dorian Harewood – Bupkus jako Monstar (głos)
- Charity James – Blanko (głos)
- Steve Kehela – Blanko jako Monstar (głos)
- Colleen Wainwright –
  - Nawt (głos)
  - Smarkaś (głos)
- T.K. Carter – Nawt jako Monstar (głos)
- Bill Farmer –
  - Kot Sylwester (głos)
  - Yosemite Sam (głos)
  - Kurak Leghorn (głos)
- Maurice LaMarche – Pepé Le Swąd (głos)
- June Foray – Babcia (głos)
- Theresa Randle – Juanita Jordan
- Charles Barkley – on sam
- Muggsy Bogues – on sam
- Shawn Bradley – on sam
- Patrick Ewing – on sam
- Larry Johnson – on sam
- Manner Washington – Jeffrey Jordan
- Penny Bae Bridges – Jasmine Jordan
- Eric Gordon – Marcus Jordan
- Frank Welker –
  - buldog Charles (głos)
  - Pies (głos)
- Larry Bird – on sam
- Brandon Hammond – 10-letni Michael Jordan
- Thom Barry – James R. Jordan
- Bebe Drake – gospodyni Jordanów
- Nicky McCrimmon – dziewczyna ogrywająca Barkleya
- Del Harris – on sam
- Dan Castellaneta – widz meczu koszykarskiego
- Patricia Heaton – narzeczona widza meczu koszykarskiego
- Charles Hallahan – właściciel Birmingham Barons

## Odbiór filmu
Kosmiczny mecz miał rekordowe otwarcie w Stanach Zjednoczonych w 1996 roku i zarobił na całym świecie 230 milionów dolarów, będąc najbardziej dochodowym filmem o tematyce koszykarskiej w historii. Otrzymał dość mieszane recenzje; serwis Rotten Tomatoes przyznał mu wynik 44%.
Dużo lepiej przyjęta została ścieżka dźwiękowa do filmu. Sześciokrotnie osiągnęła status platynowej płyty. Jednym z utworów był singiel R. Kelly „I Believe I Can Fly”, który okazał się hitem i zdobył dwie nagrody Grammy.
W Polsce był to najbardziej kasowy film zagraniczny oraz drugi najbardziej kasowy film w polskich kinach w 1997 roku. W Polsce Kosmiczny mecz ma status filmu kultowego i jest uznawany za jedną z ikon polskich lat 90.

## Kontynuacja
W 1998 roku Warner Bros. planowało film Space Jam 2, ponownie reżyserowany przez Joego Pytkę, w którym postacie z Looney Tunes miały odbyć mecz baseballa z nowym przeciwnikiem o imieniu Berserk-O! zaprojektowanym przez Boba Campa na wzór Mela Brooksa, który miał podkładać głos postaci. Jednak Michael Jordan nie był zainteresowany udziałem w kontynuacji i projekt został anulowany. Następnym pomysłem był Spy Jam, w którym główną gwiazdą miał być Jackie Chan. Studio planowało także Race Jam, z udziałem Jeffa Gordona. Pytka w wywiadzie dla Mr. Wavvy’ego powiedział, że po sukcesie filmu planowano kontynuację, gdzie główną gwiazdą miał być Tiger Woods, zaś Jordan miał wystąpić w cameo. Pytka powiedział także, że pomysł nikomu się nie spodobał i ostatecznie go zarzucono.
W 2003 roku planowano Skate Jam, gdzie Tony Hawk miał grać główną rolę, lecz po porażce finansowej Looney Tunes znowu w akcji projekt został anulowany.
W lutym 2014 roku Warner Bros. ogłosiło, że powstanie sequel filmu z udziałem LeBrona Jamesa. Producentem miał być Charlie Ebersol, a Willie Ebersol miał napisać scenariusz. James powiedział o planach na sequel: „Zawsze uwielbiałem Kosmiczny mecz. Był to jeden z moich ulubionych filmów, gdy dorastałem. Jeśli będę miał okazję, będzie świetnie”. W maju 2016 roku Justin Lin podpisał się pod projektem jako reżyser, a Andrew Dodge i Alfredo Botello jako scenarzyści. W listopadzie tego samego roku, teaser w formie reklamy Nike został wypuszczony na Twitterze pod hasłem #MonstarsBack, zaś w grudniu Królik Bugs i Monstars wystąpili w reklamie Foot Locker z udziałem Blake’a Griffina i Jimmy’ego Butlera. W sierpniu 2018 roku Lin opuścił projekt i Terence Nance został wyznaczony jako reżyser filmu.
We wrześniu 2018 roku Ryan Coogler został ogłoszony jako producent filmu, a SpringHill Entertainment opublikowało zdjęcie ogłaszające film. Zdjęcia do Kosmicznego meczu 2 miały ruszyć latem 2019 roku, między pierwszym a drugim rokiem gry Jamesa w Los Angeles Lakers. Na 6 lipca 2021 roku zaplanowano premierę filmu.